# Kannibalisering
Kannibalisering (efter kannibalism) är en term inom handel och marknadsföring. Den syftar oftast på när en produkt tar marknadsandelar från en annan produkt från samma tillverkare. Det kan syfta på en fysisk produkt eller på en tjänst, försäljningskanal eller motsvarande.
Begreppet används även i en snarlik betydelse även utanför affärsvärlden. I politiska sammanhang kan ordet brukas när ett partis framgångar går ut över andra partier i samma koalition. När uppmärksamhet för mindre händelser inom ett lands dominerande idrott överskuggar stora framgångar för samma land inom en mindre idrott, kallar vissa även detta för kannibalisering.
Kannibalisering är en viktig problematik vid alla produktlanseringar där man försöker utvidga ett varumärkes marknadsandel eller räckvidd. När en läskedryckstillverkare eller biltillverkare lanserar nya smaker, undermärken eller modeller finns alltid risken att man istället för nya kunder når de kunder som annars skulle köpt ur tillverkarens "ordinarie" sortiment.
När en affärskedja får fler butiker, kommer vissa av kunderna i de nya butikerna sannolikt att tas från de befintliga butikerna. Denna potentiella kannibalisering av försäljarens kundstock ställer krav på butikslägen och marknadsföring (exempelvis för att nå nya målgrupper).

## Annan användning
Inom tillverkning och underhåll kan termen syfta på när man använder en skrotad produkt som reservdelskälla. Till exempel kan man ta delar från ett avställt flygplan vid underhåll och reparationer av andra flygplan.
Inom litteraturen kan en bok som mer eller mindre baseras på en annan bok sägas vara en produkt av kannibalisering. Det är en mildare benämning än plagiat, som mer direkt handlar om kopiering av innehåll.

## Källhänvisningar
1. 1 2  "kannibalisering". Arkiverad 21 december 2014 hämtat från the Wayback Machine. Denstoredanske.dk. Läst 1 november 2014. (danska)
2. ↑  Hagberg, Johan (2008): Flytande identitet : NetOnNet och e-handelns återkomst, s. 209. Google Books. Läst 1 november 2014.
3. ↑  Knutson, Mats 82014-05-01/02): "Mats Knutson: Risk för rödgrön kannibalisering". Svt.se. Läst 1 november 2014.
4. ↑  Kappelin, Kristina (2006-10-20): "Offer – för fotbollens kannibalisering". Aftonbladet.se. Läst 1 november 2014.